# Гранична норма заміщення
Гранична норма заміщення (англ. marginal rate of substitution) — в мікроекономіці норма заміщення одного блага іншим, при дотриманні якої зберігається той же рівень задоволення споживача. Виражається коефіцієнтом ступені готовності споживача замінити товар або послугу іншим товаром або послугою і при цьому отримати однакову корисність (однакова загальна корисність). Дорівнює кривій байдужості. Зменшення граничної норми заміщення при переміщенні вздовж кривої байдужості до низу є важливою передумовою її формування.
Визначається за такою формулою:
{\displaystyle MRS_{xy}=-\Delta y/\Delta x\,,}
де MRS — гранична норма заміщення, X — зміна обсягу споживання продукту, Y — зміна обсягу споживання продукту До, а знак «мінус» поставлений, щоб даний показник був позитивним.
Також використовується поняття «гранична норма технічного заміщення» (MRTS) – це економічна теорія, яка ілюструє швидкість, з якою один фактор виробництва повинен зменшуватися, щоб можна було підтримувати однаковий рівень продуктивності при збільшенні іншого фактора виробництва.
MRTS відображає поглинання між такими факторами, як капітал та праця, які дозволяють фірмі підтримувати постійний обсяг виробництва. MRTS відрізняється від граничної норми заміщення (MRS),  оскільки MRTS орієнтована на рівновагу виробника, а MRS – на рівновагу споживачів.
Гранична ставка технічного заміщення показує швидкість, з якою ви можете замінити один ресурс, наприклад, робочу силу, іншим ресурсом, наприклад капіталом, без зміни рівня випуску.
Ізокванта, або крива на графіку, показує всі різні комбінації двох ресурсів (як правило, капітал та праця), що призводять до однакової величини випуску.